# Jennette McCurdy
Jennette Michelle Faye McCurdy (Long Beach, 26 de junho de 1992) é uma ex-atriz, escritora, cantora, dubladora, diretora e compositora americana. McCurdy tornou-se conhecida por interpretar a personagem Sam Puckett na sitcom iCarly. Seu sucesso rendeu uma reprise da personagem na série spin-off Sam & Cat (2013–2014), ambas da Nickelodeon, além de aparições em outras séries de televisão. Em 2022, McCurdy lançou seu livro I'm Glad My Mom Died, onde a ex-atriz escancara os abusos sofridos em sua época de atriz, e expõe sua díficil história de vida tendo tido uma mãe narcisista. O livro esgotou em 24 horas após o seu lançamento.

## Biografia
Jennette nasceu em Long Beach e foi criada em Garden Grove, no estado da Califórnia. Ela tem três irmãos: Marcus, Dustin e Scott McCurdy. O seu interesse por atuar surgiu depois de ver Harrison Ford no filme Star Wars Episode IV: A New Hope, logo após sua mãe ter se recuperado de um câncer de mama. Sua família era mórmon.

### Vida Pessoal
McCurdy escreveu um artigo intitulado "Fora das Câmeras, A Luta da Minha Mãe Contra o Câncer", que foi publicado no Wall Street Journal em 11 de junho de 2011. Nele, descreve em detalhes a luta de sua mãe contra a doença e como a família lidou com a situação, além de tentar ajudar outras pessoas a encarar tudo isso. Em 20 de setembro de 2013, a mãe de Jennette, Debra McCurdy, faleceu, devido ao câncer de mama, contra o qual lutava há 17 anos.
Em 8 de março de 2019, McCurdy revelou sua batalha contra a anorexia e a bulimia, a partir dos 11 anos, em um artigo no Huffington Post, descrevendo em detalhes como tudo começou com a necessidade de parecer menor e mais magra para papéis mais jovens (algo alimentado por sua mãe e pela indústria do entretenimento). McCurdy procurou ajuda depois que sua cunhada notou, enquanto ela estava em Toronto filmando Between. Em 2022, em seu livro I'm Glad My Mom Died  (Estou feliz que minha mãe morreu), McCurdy revelou que sua mãe abusou física e emocionalmente dela, e que tomou todas as decisões de sua vida até os 16 anos, incluindo uma dieta rígida que a levou a desenvolver a anorexia. Ela também desenvolveu transtorno obsessivo-compulsivo e ansiedade: "Era como quando você tem um melhor amigo e compartilha todos esses segredos. Você sente que é uma forma de intimidade. Foi o que minha mãe fez comigo. Não foi amizade. Foi abuso", relata. Após a morte de sua mãe, McCurdy descobriu que seu pai não era o pai biológico. 

#### Relacionamentos
Em setembro de 2013, teve um breve relacionamento com Andre Drummond, um jogador de NBA que defende a equipe americana Detroit Pistons. Eles se conheceram através de mensagens em suas redes sociais. De 2014 a 2016, teve um relacionamento com seu colega de elenco Jesse Carere. Os dois se conheceram no set de Between, e interpretam um casal adolescente na série.

## Carreira

### Atriz
McCurdy atuou no show business desde os seis anos de idade, mas iniciou a sua carreira de atriz em 2000, com oito anos, no programa humorístico MADtv. Desde então, apareceu em diversas séries de televisão, entre elas CSI: Crime Scene Investigation, Malcolm in the Middle, Lincoln Heights, Will & Grace, The Penguins of Madagascar, Zoey 101, True Jackson, VP, Law and Order SVU, Medium, Judging Amy, The Inside, Karen Sisco, Over There e Close to Home.
Em 2003, ela teve a chance de atuar ao lado de sua inspiração, Harrison Ford, no filme Hollywood Homicide. Em 2005, ela foi nomeada para o Young Artist Award na categoria Melhor Performance em uma Série de Televisão – Atriz Jovem Convidada, por seu papel em Strong Medicine como Hailey Campos. Além disso, protagonizou os filmes Best Player e Swindle, e apareceu em diversos comerciais.

#### Sucesso em ICarly
Com 15 anos, em 2007, McCurdy protagonizou a série de televisão iCarly, ao lado de Miranda Cosgrove, Nathan Kress, Jerry Trainor e Noah Munck, interpretando Sam Puckett, a melhor amiga de Carly Shay. A série deu a ela enorme destaque. Em 2008, foi indicada ao Young Artist Award pelo seu trabalho em iCarly e pela sua atuação no filme The Last Day of Summer como Dory Sorenson. Também foi nomeada para o Teen Choice Awards de 2009, na categoria Companheiro da Televisão Favorito, por iCarly. O sucesso do programa rendeu 7 temporadas, chegando ao fim em 2012, e rendeu a McCurdy quatro Kids' Choice Awards. Em 2021 o elenco principal (Miranda, Nathan e Jerry) retornaram para seus papéis em um revival da série para a Paramount+, mas Jennette recusou o convite de participar.

#### Outros Trabalhos - Sam & Cat
McCurdy interpretou Bertha em Fred: The Movie, um filme baseado em uma série do YouTube sobre Fred Figglehorn. Em 1 de dezembro de 2011, ela assinou com um elenco de atores e cantores da United Talent Agency para estrear o seu próprio piloto de TV. Anteriormente, estava afiliada a Creative Artists Agency e Larry Galper.
Depois de ICarly, em 2013, Jennette atuou ao lado de Ariana Grande na série de televisão Sam & Cat, um spin-off onde ela interpretava, novamente, Sam Puckett. Em 2014, a série chegou a fim após 1 temporada, devido, segundo boatos, a supostas intrigas entre Jennette e a co-protagonista Ariana Grande, além do escândalo de fotos sensuais de Jennette, que vazaram nas redes sociais naquele ano. Em entrevista ao portal E! News algum tempo depois do fim da série, Jennette negou que tivesse algum atrito com Ariana.
Em 2014 McCurdy produziu, escreveu e estrelou sua própria websérie intitulada What's Next for Sarah?. No ano seguinte protagonizou a série de ficção científica Between (2015–2016) da Netflix, antes de deixar de atuar em 2017, a fim de seguir a carreira como escritora e diretora.  Em 2018, McCurdy estreou como diretora de cinema com um curta-metragem intitulado Kenny. O curta dramático, escrito e dirigido por ela, foi inspirado pela morte de sua mãe e apresenta uma equipe totalmente feminina. Kenny foi destaque no The Hollywood Reporter e no Short of the Week. Ela também lançou os curtas-metragens, na qual escreveu e dirigiu, The Grave, The McCurdys, semi-autobiográfico baseado em sua infância, e Strong Independent Women, um curta que trata de distúrbios alimentares.  De fevereiro à março de 2020, seu show de tragicomédia de uma mulher, I'm Glad My Mom Died, foi apresentado nos cinemas de Los Angeles e Nova York; Os planos para novas datas foram adiados devido à pandemia de COVID-19. Ela confirmou em março de 2021, em seu podcast Empty Inside, em uma entrevista com Anna Faris, que ela não se vê voltando a atuar.

#### Polêmicas
Em seu livro de 2022, McCurdy revelou situações obscuras vividas durante sua época de atriz. Ela conta que durante as filmagens de ICarly, um homem que ela identificou como O Criador teria lhe oferecido bebidas alcoólicas mesmo sendo menor de idade, e fez uma massagem nas suas costas que considerou imprópria. A Nickelodeon teria lhe oferecido US$ 300 mil para comprar seu silêncio, algo que ela não aceitou. Apesar disso, ela descreve que a amizade com Miranda foi algo muito bom para ela, de apoio, e que depois do fim do programa a relação das duas só ficou mais forte: "Nos tornamos tão próximas. Como irmãs, mas sem a agressão passiva e as tensões estranhas. (...) Com ela sempre foi tão fácil. Nossa amizade é pura." Além dos casos em ICarly, McCurdy conta que durante as filmagem de Sam & Cat ela teve uma relação tensa com Ariana Grande, de competição estimulada. A atriz relatou ter tido problemas por que sentia que Ariana recebia certos privilégios de uma estrela em ascessão, o que irritava Jennette pela falta de compromisso com o programa. Isso provocou na atriz inveja e comparação com a carreira de Ariana. De acordo com ela, após o cancelamento da série, Ariana prosseguiu como estrela pop, enquanto Jennette foi obrigada a recusar papéis no cinema.

### Cantora
Em junho de 2008, McCurdy anunciou em seu site oficial que estava trabalhando em seu álbum de estreia. O primeiro single, "So Close", foi lançado em 10 de março de 2009. O seu segundo single, "Homeless Heart", foi lançado em 19 de maio. A música é uma homenagem a Cody Waters, um amigo de McCurdy, que faleceu aos 9 anos com câncer cerebral. Assim, 20% do lucro arrecadado com o single foram doados a Cody Waters Foundation. Ela conheceu Waters através do St. Jude Children's Research Hospital. Em 2009, McCurdy assinou com a gravadora country Capitol Records Nashville.
Em 16 de abril de 2010, a versão demo das canções de McCurdy foram lançadas. Então, foi feita uma enquete para saber qual música os fãs da Jennette acreditavam que seria o seu primeiro single. "Not That Far Away" recebeu mais votos e foi lançada nas rádios do país em 24 de maio de 2010, ficando disponível para download no iTunes em 1 de junho.
A gravadora Capitol Nashville lançou um EP em 17 de agosto de 2010, incluindo a faixa "Not That Far Away" e três novas músicas, "Stronger", "Put Your Arms Around Someone" e "Break Your Heart". A versão do iTunes incluiu "Me with You" como uma faixa bônus. "Stronger" foi incluída no Now That's What I Call Music! 35, lançado em 31 de agosto de 2010.
O segundo single de McCurdy, "Generation Love", foi liberado para download em 22 de março de 2011, e seu lançamento nas rádios ocorreu em 25 de abril de 2011.A música estreou no número 57 na parada Billboard Hot Country Songs.
Em 11 de julho de 2012, Fanlala entrevistou Jennette, a qual confirmou que tinha deixado a Capitol Records Nashville: "Estou em projetos agora. Na verdade, deixei a Capitol Records recentemente. Apenas quero decidir o que mais quero fazer. No momento, estou trabalhando no meu novo show e estou tentando descobrir onde levar minha música a partir daqui". Seu segundo EP homônimo foi lançado no mesmo ano, seguido por seu álbum de estúdio homônimo de estreia no final daquele ano. 

## Filantropia
Além de apoiar a Cody Waters Foundation, McCurdy apareceu em campanhas para resgatar crianças-soldados (entre elas, Invisible Children Inc.), e também ajudou a St. Jude Children's Research Hospital. Ela também fez comerciais de serviço público para o Safe Kids USA, o qual foi ao ar na Nickelodeon e na TeenNick.
Atualmente, Jennette trabalha como Embaixadora StarPower da Starlight Children’s Foundation, incentivando jovens a gastar seu tempo, energia e recursos para ajudar e alegrar a vida de crianças com doenças letais em estado terminal.

## Podcasts
- Empty Inside (2020)[33]
- Hard Feelings (2023)

## Livros
- I'm Glad My Mom Died (2022) ISBN: 978-6587638829[4]

## Discografia
| - 2012: Jennette McCurdy | - 2010: Not That Far Away - 2012: Jennette McCurdy |